# Carex kirganica
Carex kirganica är en halvgräsart som beskrevs av Vladimir Leontjevitj Komarov. Carex kirganica ingår i släktet starrar, och familjen halvgräs. Inga underarter finns listade i Catalogue of Life.